# Monthly Magazine
The Monthly Magazine de Londres est un magazine mensuel britannique ayant paru de 1796 à 1843,. Il ne doit pas être confondu avec The New Monthly Magazine, un autre magazine mensuel édité par Henry Colburn entre 1814 et 1884.
Son premier numéro paraît en février 1796. Sir Richard Phillips en est l'éditeur et le rédacteur pour les questions politiques ; son directeur pendant les dix premières années est le Dr John Aiken. Au nombre des autres contributeurs on compte William Blake, Samuel Taylor Coleridge, George Dyer, et Charles Lamb.